# Сен-Манде (станция метро)
Сен-Манде (фр. Saint-Mandé) — станция линии 1 Парижского метрополитена, расположенная в коммуне Сен-Манде недалеко от границы Парижа; от неё же станция и получила своё название. В пешей доступности от станции располагается Венсенский лес с озером Сен-Манде. На станции установлены автоматические платформенные ворота.

## История
- Станция открылась 24 марта 1934 года в составе пускового участка Порт-де-Венсен — Шато-де-Венсен. До 26 апреля 1937 года станция называлась "Турель", затем станция была переименована в "Сен-Манде - Турель". Однако в 1990-х годах название станции было упрощено в обратную сторону — "Сен-Манде".
- В 2008 году станция подверглась реновации в рамках подготовки к автоматизации движения. 17-18 мая 2008 года станция была закрыта в рамках данной программы.[2]
- Пассажиропоток по станции по входу в 2011 году, по данным RATP, составил 5 973 612 человек[3]. В 2012 году пассажиропоток вырос до 6 051 681 человек[4], а в 2013 году снизился до 6 039 765 пассажиров (59 место по уровню входного пассажиропотока в Парижском метро)[5].

## Галерея

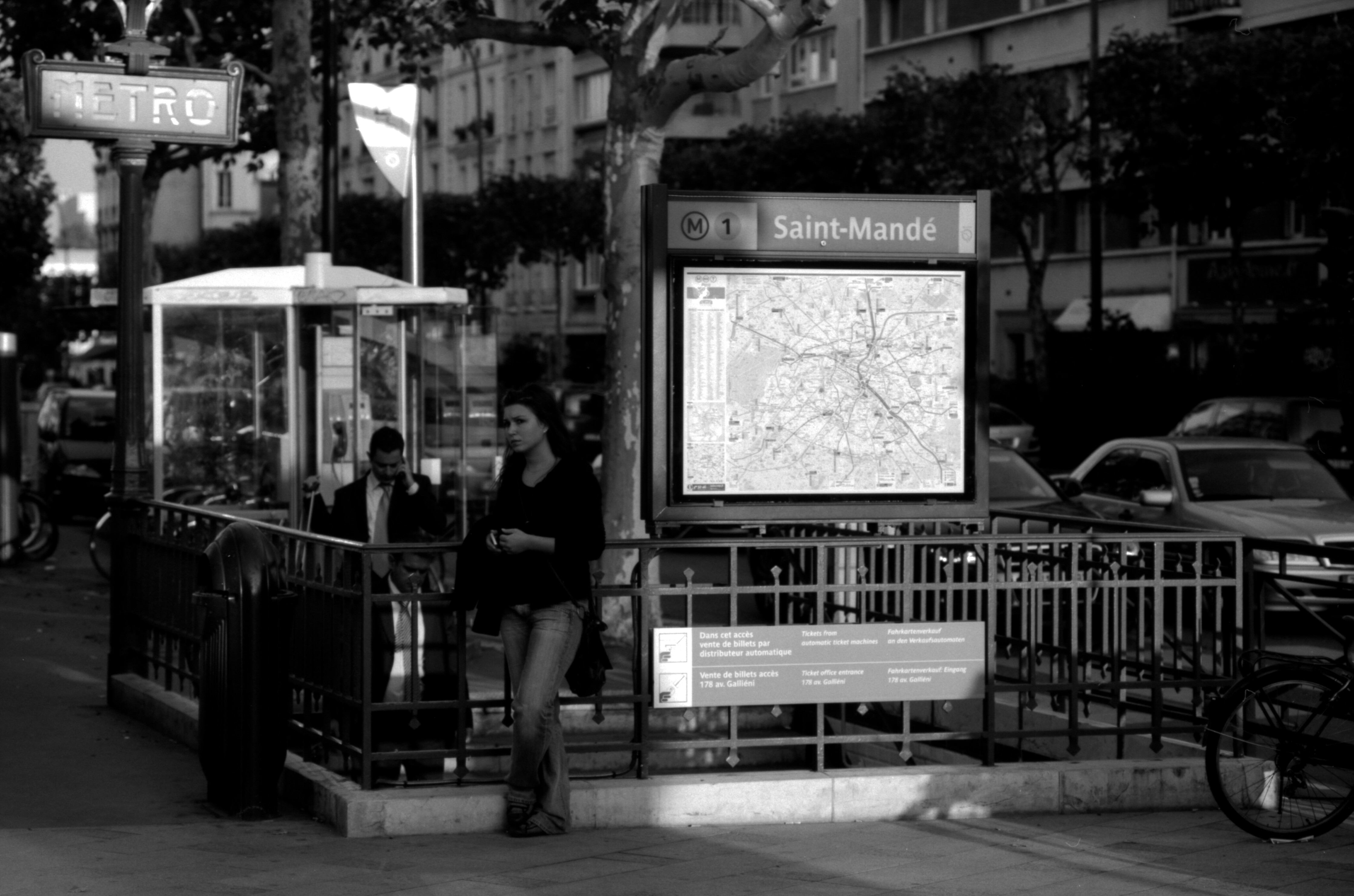
Вход на станцию
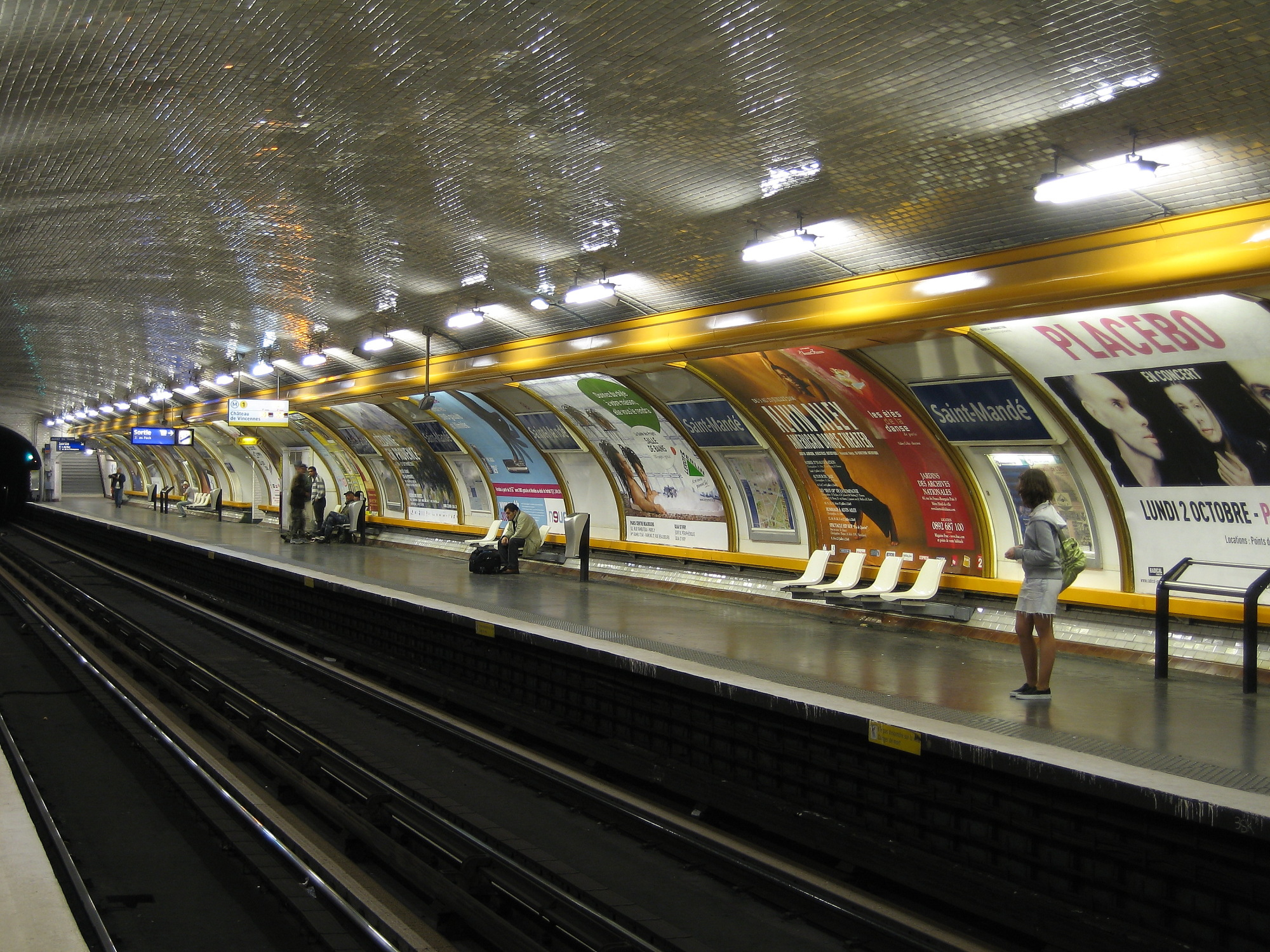
Старое оформление станции (2006)
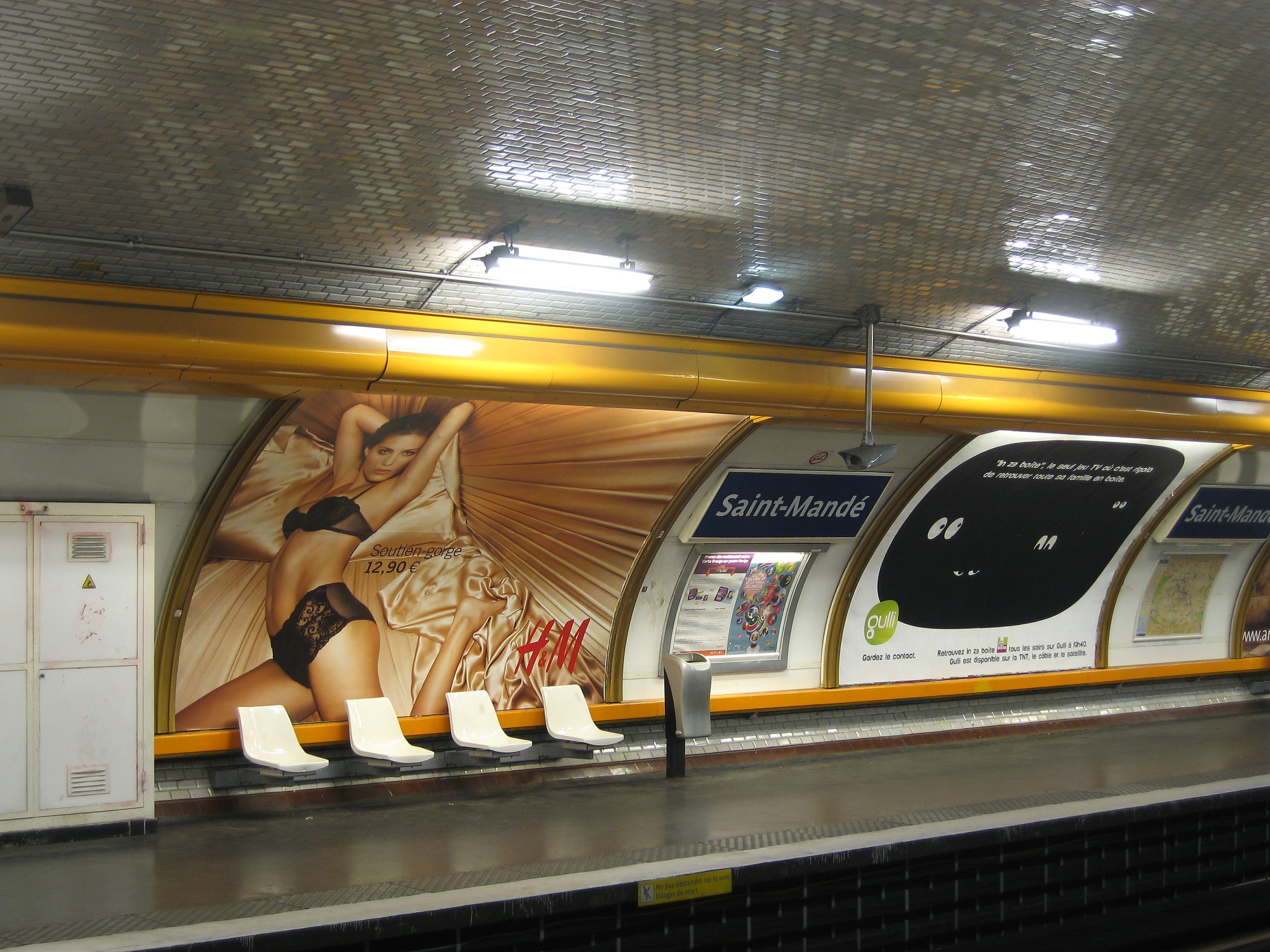
Старое оформление станции (2007)
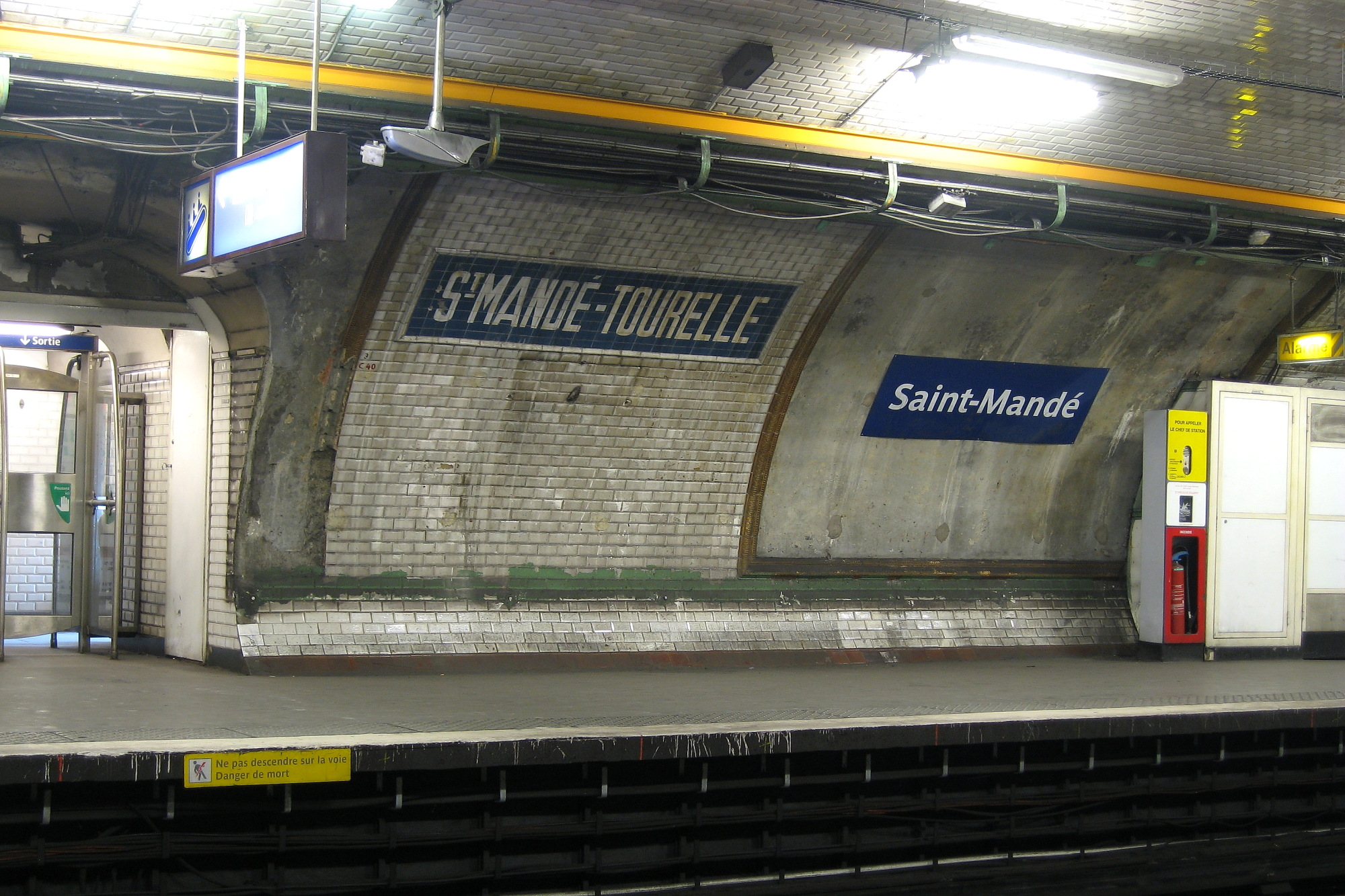
Реновация станции (2008)
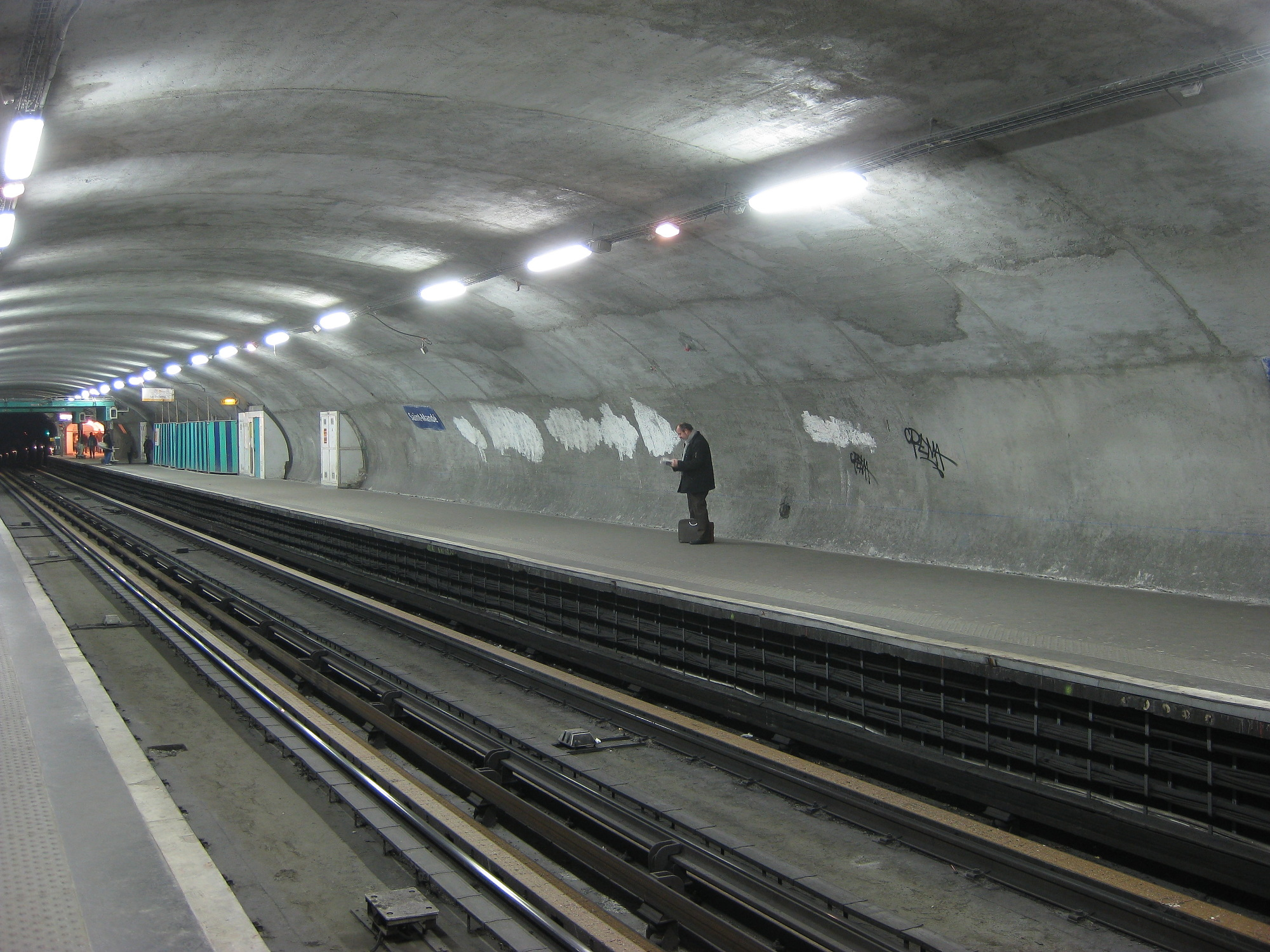
Процесс реновации (2009)